# Пйотрово-Велике
Пйотрово-Велике (пол. Piotrowo Wielkie) — село в Польщі, у гміні Веліхово Ґродзиського повіту Великопольського воєводства.
Населення — 155 осіб (2011).
У 1975-1998 роках село належало до Познанського воєводства.

## Демографія
Демографічна структура станом на 31 березня 2011 року:
|          | Загалом | Допрацездатний вік | Працездатний вік | Постпрацездатний вік |
| -------- | ------- | ------------------ | ---------------- | -------------------- |
| Чоловіки | 80      | 16                 | 56               | 8                    |
| Жінки    | 75      | 16                 | 49               | 10                   |
| Разом    | 155     | 32                 | 105              | 18                   |